# در اطراف بلوک (فیلم)
در اطراف بلوک (به انگلیسی: Around the Block) فیلمی محصول سال ۲۰۱۳ و به کارگردانی سارا اسپیلن است. در این فیلم بازیگرانی همچون کریستینا ریچی، هانتر پیج لوچارد، جک تامپسون، دامیان والش هاولینگ، مت نیبل، روبی رز، مادلین مدن و مارک کولز اسمیت ایفای نقش کرده‌اند.